# Viên Chiếu Tông Bản
Viên Chiếu Tông Bản (圓照宗本; ?-1099) là thiền sư Trung Quốc, thuộc tông Vân Môn, môn đệ đắc pháp của thiền sư Thiên Y Nghĩa Hoài. Nối pháp của ông có bốn vị danh tiếng là Pháp Vân Thiện Bản, Đầu Tử Tu Ngung, Kim Sơn Pháp Ấn và Tịnh Nhân Phật Nhật.

## Tiểu sử
Ông họ Quản, quê ở Vô Tích, Thường Châu. Ông lúc nhỏ đã dung mạo trang nghiêm, tính tình thuần hậu. Năm được 19 tuổi, ông theo Thiền sư Đạo Thăng tại chùa Thừa Thiên Vĩnh An trên núi Cô Tô xuất gia và ở đây hầu hạ thầy.
Bước đầu du phương, ông đến thiền sư Thiên Y Nghĩa Hoài. Thiên Y dẫn câu chuyện sau hỏi ông: Thế Thân (vasubandhu) theo đức Di-lặc vào nội cung nghe thuyết pháp rồi trở về. Vô Trước (asaṅga) hỏi Thế Thân: Ở nhân gian bốn trăm năm tại cõi trời Đâu-suất một ngày một đêm. Đức Di-lặc trong một thời dạy xong năm trăm ức vị thiên tử chứng pháp vô sinh, chưa biết nói pháp gì? Thế Thân đáp: Chỉ nói pháp ấy. Thế nào là pháp ấy? Trải qua một thời gian lâu ông mới ngộ được ý chỉ. Một hôm, Thiên Y hỏi ông: Khi tức tâm tức Phật thì thế nào? Ông thưa: Giết người đốt nhà có gì là khó!
Danh tiếng của ông từ lúc này vang khắp và ông được thỉnh trụ trì nhiều Thiền viện. Sau, ông đến chùa Huệ Lâm trụ trì. Vua Tống Thần Tông rất tôn kính ông.
Sau, ông lấy cớ tuổi già xin trở về rừng núi. Vua chấp thuận và cho phép ông tuỳ ý vân du, không ép buộc trụ trì nơi nào. Ông đánh trống từ biệt chúng và nói kệ:
Vốn là khách không nhà
Nay được tuỳ ý đạo
Thuận gió theo nhịp chèo
Dương Châu thuyền thẳng đến.
(Bản thị vô gia khách
Na kham nhậm ý du
Thuận phong da lỗ trạo
Thuyền tử hạ Dương Châu.)
Sắp từ biệt nhau, ông nhắc nhở những người đưa tiễn: Không nên vui đùa năm tháng, già chết chẳng thẹn cùng người. Chỉ nên siêng năng tu hành chớ lười trể đó mới là thật lòng vì nhau.
Sau khi chu du hoằng hoá nhiều nơi, ông lại đến Linh Nham trụ trì.